# Jacques Swaters
Jacques Swaters (n. 30 octombrie 1926, Woluwe-Saint-Lambert, Comunitatea Francofonă din Belgia⁠(d), Belgia – d. 10 decembrie 2010, zona metropolitană Bruxelles, Valonia, Belgia) a fost un pilot de Formula 1. De-a lungul carierei a luat startul în 7 curse, niciuna din pole-position. Nu a câștigat nicio cursă și nu a terminat niciodată pe podium, acumulând 0 puncte în întreaga activitate ca pilot de Formula 1.